# Le Sabbat des vampires
Pour plus de détails, voir Fiche technique et Distribution.
Le Sabbat des vampires (Gebissen wird nur nachts) est une comédie horrifique ouest-allemande réalisée par Freddie Francis et sortie en 1971.
Une partie de l'intrigue est adaptée de la nouvelle La Morte amoureuse de Théophile Gautier, parue en 1836.

## Synopsis
Une actrice américaine se rend dans un château de Transylvanie dont elle a hérité. Elle découvre que son arrière-grand-mère, la baronne Catali, y vit toujours. C'est une vampire qui vampirise le village, y compris les moines du monastère. Lors d'une fête organisée au château entre les vampires, le comte Dracula arrive en hélicoptère en tant qu'invité d'honneur.

## Fiche technique
- Titre français : Le Sabbat des vampires ou On ne mord que la nuit[1]
- Titre original italien : Gebissen wird nur nachts ou Das Happening der Vampire[2]
- Réalisation : Freddie Francis
- Scénario : August Rieger (de), Karl-Heinz Hummel
- Photographie : Gerard Vandenberg
- Montage : Alfred Srp
- Musique : Jerry van Rooyen
- Production : Pier Caminnecci
- Société de production : Aquila Film (Berlin)
- Pays de production :  Allemagne de l'Ouest
- Langue originale : allemand
- Format : couleurs par Eastmancolor - 1,66:1 - Son mono - 35 mm
- Genre : Comédie horrifique et fantastique
- Durée : 102 minutes
- Dates de sortie : 
  - Allemagne de l'Ouest : 4 juin 1971
  - France : septembre 1972[1]

## Distribution
- Pia Degermark : Betty Williams alias Elisabeth von Rabenstein / Clarimonde
- Ferdy Mayne : Comte Dracula
- Thomas Hunter : Jens Larsen
- Yvor Murillo : Josef, le valet du château
- Ingrid van Bergen : Mlle Niessen
- Joachim Kemmer : Frère Martin
- Oskar Wegrostek : Abbé
- Raoul Retzer : Comte Ochsenstein
- Lyvia Bauer : Gabrielle, élève
- Daria Damar : Kirsten, élève
- Beba Novak : fille vampire vêtue de blanc
- Willfried Kovárnik : Travesti
- Michael Janisch : Homme se plaignant du cercueil dans le lac
- Kay Williams :
- Toni Wagner :

## Production
À la fin des années 1960, le producteur italien Pier A. Caminnecci cherche un film pour sa femme Pia Degermark, dont le précédent film, Elvira Madigan (1967), a été un succès critique et commercial. Caminnecci monte pour elle une production internationale en Allemagne de l'Ouest, dirigée par le réalisateur britannique Freddie Francis et écrite par les scénaristes allemands August Rieger et Karl-Heinz Hummel. Le scénario comporte une sous-intrigue adapté de la nouvelle La Morte amoureuse de Théophile Gautier. Les bâtiments ont été conçus par Hans Zehetner, l'une de ses dernières œuvres cinématographiques, et les costumes ont été réalisés par Lambert Hofer. Les costumes de Pia Degermark ont été créés par Uli Richter. Adrian Hoven, dont la société de production Aquila Film a réalisé ce film, ne l'a pas produit personnellement cette fois-ci.
« Fin dall'inizio io ero conscio della difficoltà di fare una parodia dell'horror. Pensavo però di lavorare con della gente normale del mondo del cinema e credevo di poter fare comunque un buon film. Col tempo mi accorsi che il produttore era un incapace e che prendeva l'impresa come se fosse stata un "home movie". Volle fare il casting, volle apparire nel film, volle che la moglie facesse l'attrice. Fu una cosa disastrosa su cui non so dire nulla di serio. »
— Freddie Francis

« Dès le départ, j'étais conscient des difficultés liées au tournage d'une parodie de film d'horreur. Je croyais vraiment que je travaillais avec des gens normaux dans l'industrie du cinéma, et je pensais que j'aurais pu faire un film décent. Avec le temps, je me suis rendu compte que le producteur n'y connaissait rien et qu'il prenait l'entreprise comme s'il s'agissait d'un "film amateur". Il voulait diriger les auditions, faire des apparitions dans le film, et voulait que sa femme soit actrice. Ce fut un désastre sur lequel je ne peux rien dire de sérieux »
Tourné en Autriche à l'automne 1970, les prises de vue en extérieur ont été réalisées entre autres au château de Kreuzenstein, à Korneuburg et dans d'autres lieux de Basse-Autriche. Le Sabbat des vampires a obtenu son visa le 11 mars 1971 et a été présenté pour la première fois en Allemagne de l'Ouest le 4 juin 1971.